# Университет Сёдертёрна
Университет Сёдертёрна (швед. Södertörns högskola) — государственный университет расположенный во Флемингсберге, муниципалитет Худдинге, лен Стокгольм, Швеция.

## История
Университет Сёдертёрна был основан в 1996 году. Обоснованием послужили низкий процент граждан с высшим образованием и высокий уровень безработицы в южной части Стокгольма. Было решено построить корпуса университета во Флемингсберге, где к тому времени уже располагались южный кампус Каролинского института и некоторые факультеты Королевского технологического института. Наряду с центральным кампусом во Флемингсберге, были открыты отделения в Сёдертелье и Ханинге. На момент открытия Сёдертёрн не имел статус университета и рассматривался как колледж. В 2002 году была подана заявка в министерство образования о повышении статуса до университетского, однако одобрена она была лишь в 2010. С 2010 года Сёдертёрн получил право присуждать степень доктора философии (PhD) в различных научных дисциплинах.

## Образование и научная деятельность
По состоянию на 2015 год, в Сёдертёрнском университете обучаются 11000 студентов уровня бакалавриата и магистратуры и около 100 докторантов. Имеются 4 факультета:
- Исторических и современных исследований
- Культуры и образования
- Естественных наук, технологии и окружающей среды
- Социальных наук

В общей сложности в университете насчитывается 70 образовательных программ и около 270 специализированных курсов.
C Сёдертёрнским университетом аффилирован ряд научно-исследовательских центров и институтов:
- Центр исследования балтийских и восточноевропейских стран
- Академия государственного управления
- Центр исследований в области практического знания
- Форум научных исследований предпринимательства
- Институт современной истории
- Стокгольмский центр здоровья стран переходного периода
- Морской археологический научно-исследовательский институт

В 2004 году была построена библиотека. Наряду с читальными залами, в ней расположены учебные и экзаменационные аудитории университета. Дизайн здания библиотеки был удостоен премии Шведской ассоциации архитекторов.